# 海旁填海計劃

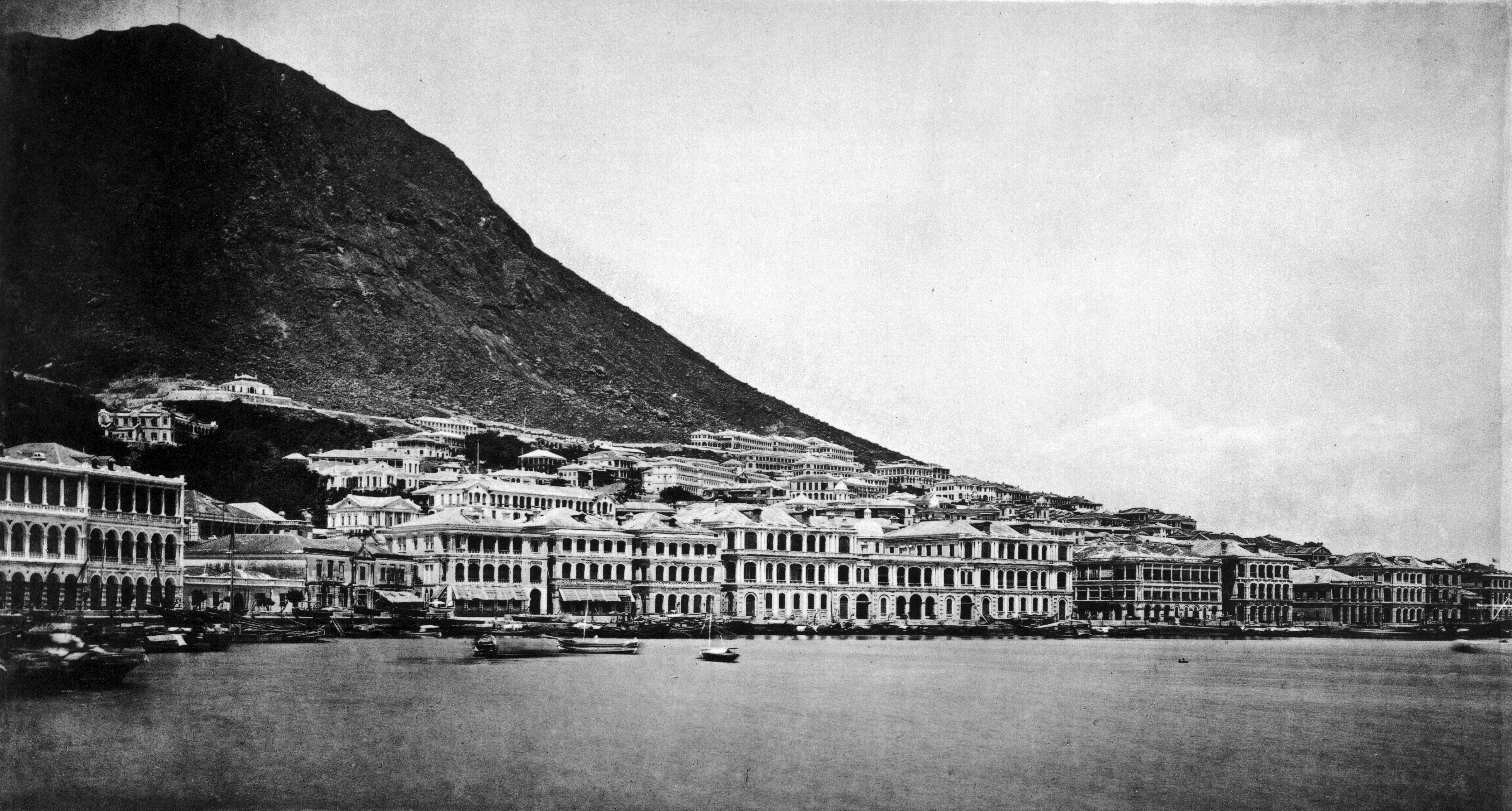
1870年代，進行填海之前的海旁區

海旁填海計劃，又稱西環至中環海旁填海計劃，是香港19世紀末的一項主要填海工程。該工程於1890年開始，並於1903年全面完成，使香港島的西環至中環得到大片填海土地。

## 沿革
海旁填海計劃的前身是1855年由當時香港總督寶靈倡議的由中環填至東角的寶靈填海計劃，惟當時在擁有海旁業權的英國商人的反對聲音下，未能得以落實。最終政府決定先在上環和西環填海，工程於1868年開始，1873年完成，並完成了寶靈海旁西。
到了1875年，政府建議在西環至中環海旁填海，但因經費不足及反對聲音下同樣沒有落實。1887年7月，政府再一次重提計劃，而今次由於得到立法局非官守議員暨九龍倉公司大班保羅遮打的支持下，計劃成功在1888年落實。經部分修訂後，工程終於在1890年2月起分階段進行。

## 內容
海旁填海計劃將中環的海岸線由當時的寶靈海旁中北移至今干諾道中一帶，面積約59英畝至64英畝。為紀念港督德輔任內推動填海計劃，寶靈海旁西和寶靈海旁中改稱為德輔道西及德輔道中。然而，由於填海時期的不同，兩條道路並非直接連貫。